# Malanville

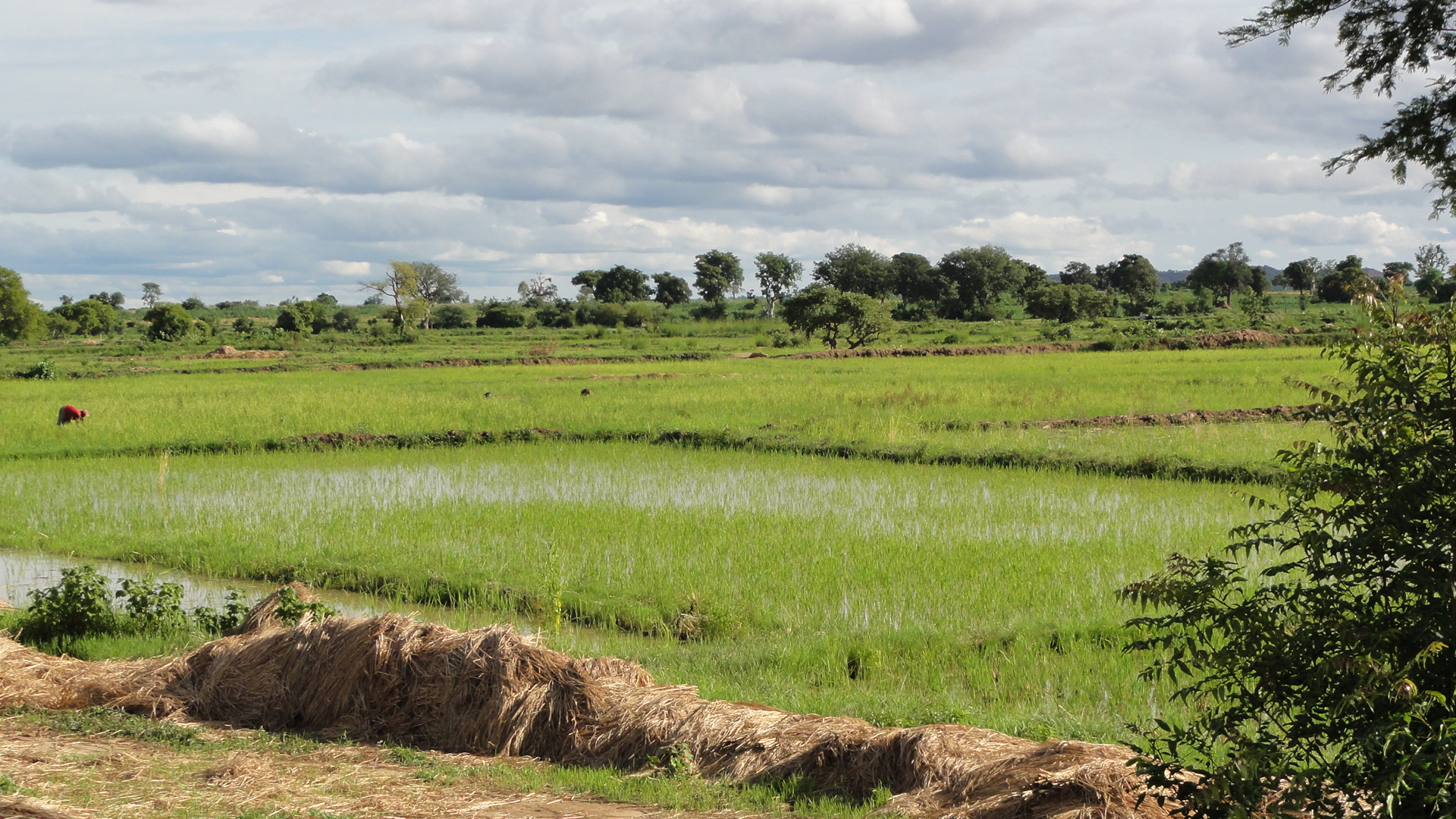
Ein Reisfeld in Malanville

Malanville ist eine Stadt im Norden des afrikanischen Staates Benin. Die Stadt liegt im Departement Alibori am Fluss Niger.

## Bevölkerung
Die Bevölkerung Malanvilles ist ethnisch und religiös stark gemischt. Sowohl der islamische als auch der christliche Glaube ist in der Stadt verbreitet. Die vorherrschenden Sprachen in der Stadt sind Französisch und lokale Sprachen.

## Lage
Malanville liegt in der Landschaft Dendi am Ufer des Nigers an der Grenze zum Nachbarland Niger. Die Stadt ist durch eine Brücke über den Niger mit der Stadt Gaya im Staat Niger verbunden. Etwa 15 km den Niger aufwärts mündet der Alibori und direkt den Niger abwärts der Sota.

## Markt
Die Stadt ist bekannt für ihren lebhaften Markt, der von dem Grenzhandel zwischen Niger und Benin profitiert.